# Círfide
Círfide (en griego antiguo: Κίρφις) es el nombre de una antigua ciudad griega de Fócide. Se ignora su ubicación. Estrabón sitúa a Círfide, Dáulide y Delfos en el interior de la región, próximas al monte Parnaso.
Estrabón designa a un monte al sur de Delfos con el nombre de Cirfis (Κίρφις). Se ha propuesto su posición entre los montes Parnaso y Helicón.
Esteban de Bizancio es el único autor antiguo que proporciona una variante del topónimo Κίρφις: la denomina Escirfas (Σκίρϕαι), le otorga el estatus de polis, y facilita su gentilicio en una cita que atribuye a Dioquidas, un historiador del siglo IV a. C.: esquirfios (Σκίρϕιος), esquirfeos (Σκιρϕαîος) en un fragmento que se conserva de la obra de este historiador.